# 東須磨は夕方6時
東須磨は夕方6時（ひがしすまはゆうがたろくじ）は、コザック前田のソロアルバム。2004年3月10日発売。発売元は、ソニーミュージックレコーズ。

## 収録曲&解説
1. 展望
作詞・作曲：前田泰伸
ボーカル・アコースティックギター・ブルースハープ：コザック前田
2. 望み
作詞・作曲：前田泰伸　編曲：ローパワーズ
ボーカル：YO-KING
ボーカル・エレキギター・アコースティックギター：コザック前田
エレキギター：山口隆
ベース：近藤洋一
ドラム：木内泰史
3. あたたかい月
作詞・作曲：前田泰伸
2004年8月に発売されたガガガSPのシングル「忘れられない日々」に再録されている。
ボーカル：峯田和伸
ボーカル・アコースティックギター：コザック前田
エレクトリックピアノ：にしのちなみ
4. 東須磨は夕方6時
作詞・作曲：前田泰伸
ボーカル・アコースティックギター・エレキギター：コザック前田
エレキギター・コーラス：山口隆
ベース・コーラス：近藤洋一
ドラム・コーラス：木内泰史
5. 寺で修行させてやれ
作詞・作曲: 前田泰伸　編曲：ローパワーズ
ボーカル・エレキギター：コザック前田
エレキギター：山口隆
ベース：近藤洋一
ドラム：木内泰史
6. Eのフォーク
作詞・作曲：前田泰伸　編曲：ローパワーズ
オルガン：にしのちなみ
ボーカル・エレキギター・アコースティックギター：コザック前田
エレキギター・コーラス：山口隆
ベース：近藤洋一
ドラム：木内泰史
7. 日本代表
作詞・作曲：前田泰伸
ボーカル・アコースティックギター：コザック前田
8. すてきな歌
作詞・作曲：前田泰伸　編曲：ザ★バカンス
ボーカル・コーラス：コザック前田
エレキギター・コーラス：山本聡
エレキギター・アコースティックギター・コーラス：澤遊
ベース：池田“サワッディ”真
ドラム・コーラス：野比ィ
ハンドクラップ：ハンドクラッパーズ
9. 生活
作詞・作曲：前田泰伸　編曲：コザック前田と泉谷しげる
2004年1月に泉谷しげると一緒にリリースしたシングル「生活/永遠のウソつき」にも収録されていて、泉谷しげると一緒に歌っている。
ボーカル・アコースティックギター：コザック前田、泉谷しげる
エレキギター：藤沼伸一、山口隆
ベース：近藤洋一
ドラム：木内泰史
10. どうしようもない奴さ
作詞・作曲：前田泰伸　編曲：ローパワーズ
ボーカル：トータス松本
ボーカル・エレキギター：コザック前田
エレキギター：山口隆
ベース：近藤洋一
ドラム：木内泰史
11. やせがまん
作詞・作曲：前田泰伸　編曲：ローパワーズ
コーラス：ナヲ
ボーカル・エレキギター：コザック前田
エレキギター・コーラス：山口隆
ベース・コーラス：近藤洋一
ドラム・コーラス：木内泰史
12. 宇宙船
作詞：前田泰伸　作曲：前田泰伸・山本ゆうすけ　編曲：ローパワーズ
ボーカル：コザック前田
エレキギター：山本聡
エレキギター・12弦アコースティックギター・コーラス：澤遊
ベース：池田“サワッディ”真
ドラム：野比ィ